# Dikerogammarus haemobaphes
Dikerogammarus haemobaphes — вид ракоподібних ряду Бокоплави (Amphipoda) родини Бокоплавові (Gammaridae). Це прісноводний рачок, що мешкає у річках навколо Чорного моря і Каспійського моря (басейни річок Дунай, Дністер, Дніпро і Волга). Крім того, починаючи з 1960-х років він був завезений у річку Вісла у Польщі і у деякі частини Австрії. У жовтні 2012 року, був виявлений у річці Северн неподалік Тьюксбері, Англія. Поодинокі особини знайдені у річці Уж нижче міста Ужгород.
Це великі бокоплави, дорослі самці сягають до 22 мм у довжину, в середньому, 10-18 мм, вусики тонкі, досить довгі, майже половину довжини тіла.